# Baron Balfour of Inchrye

Wappen der Barone Balfour of Inchrye

Baron Balfour of Inchrye, of Shefford in the County of Berks, war ein erblicher britischer Adelstitel in der Peerage of the United Kingdom. 

## Verleihung
Der Titel wurde am 5. Juli 1945 für den konservativen Politiker und ehemaligen Under-Secretary of State for Air Harold Balfour geschaffen.
Der Titel erlosch am 14. April 2013, als sein Sohn Ian Balfour, 2. Baron Balfour of Inchrye ohne männliche Nachkommen starb.

## Liste der Barone Balfour of Inchrye (1945)
- Harold Balfour, 1. Baron Balfour of Inchrye (1897–1988)
- Ian Balfour, 2. Baron Balfour of Inchrye (1924–2013)